# Shin Won-ho (diễn viên)
Shin Won-ho (sinh ngày 2 tháng 11 năm 1993) là một diễn viên người Hàn Quốc. Anh được biết đến qua vai diễn trong Đời sống ngục tù (2017–2018).

## Danh sách phim

### Phim điện ảnh
| Năm  | Tiêu đề                 | Tiêu đề gốc           | Vai                   |
| ---- | ----------------------- | --------------------- | --------------------- |
| 2014 | Dear Dictator           | 친애하는 지도자동지께 | Young-rim             |
| 2017 | Thiên thần đã chết      | 사랑받지 못한 여자    | Do-kyung              |
| 2017 | Tái thẩm                | 재심                  | Bạn trai của Soo-jung |
| 2017 | Một đêm mùa hè          | 어느 여름날 밤에      | Tae-kyu               |
| 2017 | The Way                 | 길                    | Yoon-suk              |
| 2018 | Bittersweet Brew        | 스타박'스 다방        | Park Cha-doo          |
| 2019 | Con đường sát nhân      | 로드킬                | Hyun-suk              |
| 2020 | The Cemetery of Sisters | 자매의 공동묘지       | Won-ho                |
| 2022 | Bỗng dưng trúng số      | 육사오(6/45)          | Tân binh              |

### Phim truyền hình
| Năm       | Tiêu đề                  | Tiêu đề gốc       | Vai                        | Ghi chú           |
| --------- | ------------------------ | ----------------- | -------------------------- | ----------------- |
| 2017–2018 | Đời sống ngục tù         | 슬기로운 감빵생활 | Joo Jung-hoon              |                   |
| 2018      | Độc cô tiền truyện       | 독고 리와인드     | Choi Jae-wook              |                   |
| 2018      | Vẻ đẹp tâm hồn           | 뷰티 인사이드     | Kang Min-woo               | Cameo (tập 6)     |
| 2018      | Phòng giam số 9          | 나인룸            | Bạn trai của Song Han-byul |                   |
| 2022      | Cuộc chiến giày gót nhọn | 킬힐              | Choi In-gook (lúc trẻ)     |                   |
| 2022      | Ngày mai                 | 내일              | Seol In-woo                | Cameo (tập 15–16) |